# Condado de Żyrardów
Condado de Żyrardów (polaco: powiat żyrardowski) é um powiat (condado) da Polónia, na voivodia de Mazóvia. A sede do condado é a cidade de Żyrardów. Estende-se por uma área de 532,63 km², com 74 697 habitantes, segundo os censos de 2005, com uma densidade 140,24 hab/km².

## Divisões admistrativas
O condado possui:
Comunas urbanas: Żyrardów
Comunas urbana-rurais: Mszczonów
Comunas rurais: Puszcza Mariańska, Radziejowice, Wiskitki
Cidades: Żyrardów, Mszczonów

## Demografia
População (dados de 30 de Junho de 2005):
|          | Total   | Total | Mulheres | Mulheres | Homens  | Homens |
| -------- | ------- | ----- | -------- | -------- | ------- | ------ |
|          | pessoas | %     | pessoas  | %        | pessoas | %      |
| Total    | 74 697  | 100   | 38 935   | 52,1     | 35 762  | 47,9   |
| Cidades  | 47 593  | 100   | 25 342   | 53,2     | 22 251  | 46,8   |
| Povoados | 27 104  | 100   | 13 593   | 50,2     | 13 511  | 49,8   |